# Henryk Zygalski
Henryk Zygalski   (Poznań, 15 de juliol de 1908 - Liss, 30 d'agost de 1978) va ser un matemàtic i criptògraf polonès.

## Vida i obra
Zygalski va néixer a Posen, quan aquesta ciutat pertanyia a l'Imperi Alemany (avui és Poznań, a Polònia). Va fer els estudis secundaris al Liceu Maria Magdalena i el 1926 va ingressar a la universitat de Poznań per estudiar matemàtiques, disciplina en la qual es va graduar el 1931. El 1929, va ser escollit per participar en uns cursos de criptografia organitzats pel govern polonès. Probablement, el govern va escollir aquesta ciutat perquè la majoria dels seus habitants eran germano-parlants, i el que es pretenia era desxifrar els missatges de la veïna Alemanya. A partir de 1930 va treballar, juntament amb Marian Rejewski i Jerzy Różycki al Biuro Szyfrów (Oficina de Xifratge) de l'exèrcit polonès. El govern polonès havia interceptat un model comercial d'una màquina Enigma alemanya i, amb aquesta ajuda, els tres joves matemàtics van aconseguir el 1932 descobrir el cablejat dels seus rotors i, així, desxifrar gran part dels missatges que s'enviaven a través d'ella amb l'ajut dels anomenats fulls de Zygalski i d'un mecanisme que van denominar bomba kryptologiczna i que és l'antecedent del Bombe desenvolupat a Bletchley Park.

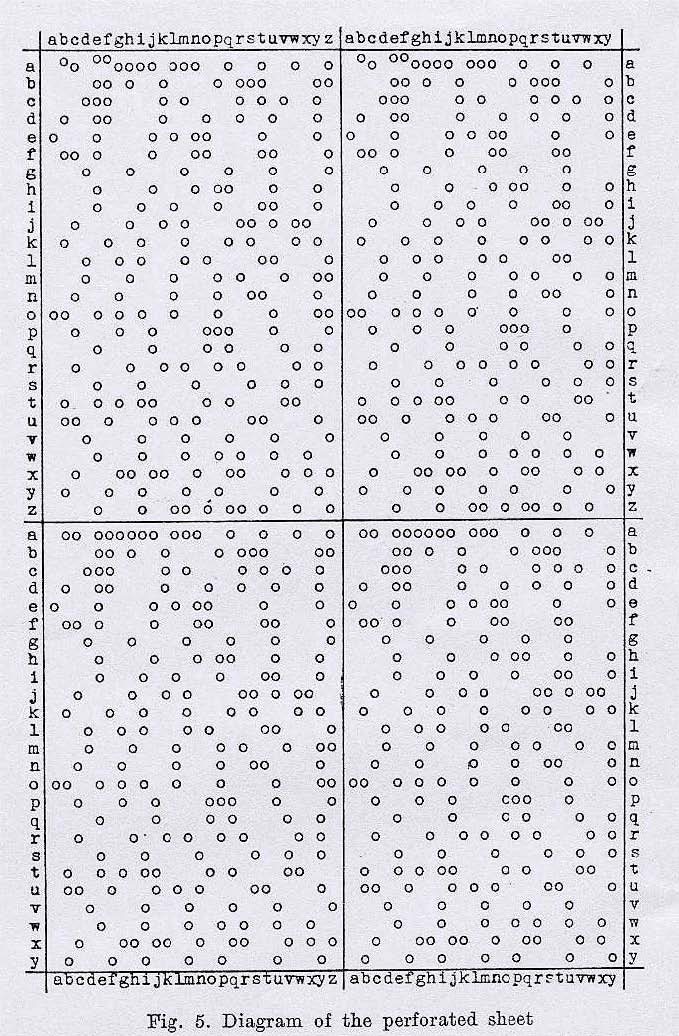
Diagrama d'un full de Zygalski.

El 1939, en ser ocupada Polònia pels nazis, tots tres van aconseguir fugir del país i, a través de Romania, van arribar a París on van ser contractats pel general Gustave Bertrand, juntament amb altres criptògrafs (especialment espanyols republicans exiliats), per treballar al PC Bruno, el centre de desxifratge de l'exèrcit francès. Després de l'ocupació de França per l'Alemanya Nazi (1940), el centre es va traslladar a Usès, prop de Montpeller, sota la sobirania limitada del govern de Vichy, canviant el seu nom pel de PC Cadix. El novembre de 1942, quan els alemanys van envair la França de Vichy, Bertrand va procurar salvar els seus homes de les represàlies nazis. Malauradament, Różycki va morir quan el vaixell que el portava al nord d'Àfrica va ser enfonsat. Però Zygalski i Rejewski van aconseguir travessar el Pirineus i, després d'estar detinguts un mesos a La Seu d'Urgell i a Lleida, van aconseguir arribar, a través de Portugal, al Regne Unit, on es van unir a l'exèrcit polonès lliure. Van treballar la resta de la Segona Guerra Mundial al Batalló de Senyals polonès a Boxmoor (Hemel Hempstead) i mai van ser cridats a Bletchley Park.
Acabada la guerra, els dos amics van seguir camins diferents: mentre Rejewski va tornar a Polònia per a fer de comptable, Zygalski, que s'havia casat amb una britànica, va començar a fer classes el 1947 a un Polish University College que el 1951 es va convertir en el Battersea Polytechnic Institute que, finalment, es va fusionar amb altres entitats per a constituir la universitat de Sussex el 1961. Finalment Zygalski va aconseguir una plaça auniversitària, tot i que li va durar poc, ja que el 1968 va patir un fort atac de cor.